# Gottlob Fürchtegott Haußwald
Gottlob Fürchtegott Haußwald († August 1882 in Nentmannsdorf) war ein sächsischer Landwirt und Politiker.

## Leben
Haußwald war in Nentmannsdorf ansässig, wo er ein Bauerngut besaß und bewirtschaftete. Von 1839/40 bis 1848 vertrat er den 7. bäuerlichen Wahlkreis in der II. Kammer des Sächsischen Landtags. Auf dem nach dem liberalen Wahlrecht vom 15. November 1848 gewählten Landtag gehörte er für den 67., 68. und 69. Wahlbezirk der I. Landtagskammer an, in der er sich politisch rechts orientiert zeigte. Als sich nach der Restituierung des alten Wahlrechts und der Mandatsverteilung von 1848 der Landtag 1850/51 konstituierte, lehnte Haußwald das Mandat ab und folgte der Einberufung der Staatsregierung nebst zehn weiteren Abgeordneten aufgrund konstitutioneller Gewissenszweifel nicht. Nach drei weiteren Ladungen seitens der Landtagskammer erklärte diese am 16. Oktober diese Mandate für erledigt. An seiner Stelle war bereits in der zweiten Sitzung am 24. Juli 1850 der stellvertretende Abgeordnete Wilhelm Ludwig Haußmann als Abgeordneter des Wahlkreises verpflichtet worden.
Er starb im August 1882 in Nentmannsdorf.